# An American Citizen
An American Citizen (Um Cidadão Americano) é um filme mudo de comédia romântica norte-americano de 1914, dirigido por J. Searle Dawley. Foi o filme de estreia do ator John Barrymore. É um filme perdido.

## Elenco
- John Barrymore - Beresford Kruger
- Evelyn Moore - Beatrice Carewe
- Peter Lang - Peter Barbury
- Hal Clarendon - Egerton Brown
- Mrs. M.S. Smith - Carola Chapin
- Ethel West - Georgia Chapin
- Howard Missimer - Sir Humphrey Bunn
- Edith Henkle - Lady Bunn
- Alexander Gaden - Otto Storbie
- Wellington A. Playter - Valet
- Joe Short
- Ernest Truex - Mercury